# Følelsernes opdragelse
Følelsernes opdragelse (fransk: L'Éducation sentimentale) er en roman af den franske forfatter Gustave Flaubert. Ved udgivelsen i 1869 blev den mødt med skepsis af både anmeldere og publikum, men den har opnået klassikerstatus. Den og Madame Bovary er de mest kendte og læste af Flauberts romaner.
- Wikimedia Commons har flere filer relateret til Følelsernes opdragelse

| Bog | Spire Denne artikel om bøger og tidsskrifter er en spire som bør udbygges. Du er velkommen til at hjælpe Wikipedia ved at udvide den. |